# Dibrachys affinis
Dibrachys affinis är en stekelart som beskrevs av Masi 1907. Dibrachys affinis ingår i släktet Dibrachys och familjen puppglanssteklar. Inga underarter finns listade i Catalogue of Life.